# 皮库胡同
39°54′38″N 116°22′14″E / 39.9106073°N 116.3705872°E
皮库胡同，是位于中国北京市西城区中部的一条胡同，后来东段拓宽改造为道路。

## 简介
皮库胡同为东西走向，东起西单北大街，西到二龙路。该胡同原来东起西单北大街，西到东京畿道，清朝属镶红旗地界，当时称“皮库胡同”或者“皮裤胡同”。相传该地原有皮料仓库而得名。1965年北京市整顿地名时，定名“皮库胡同”。1985年4月，京畿道小区始建，1992年7月开始入住。随着京畿道小区建成，位于东京畿道和二龙路之间的二龙路东巷拆除，并入皮库胡同，从此皮库胡同西达二龙路。
二龙路东巷为东西走向，东起东京畿道，西到二龙路。全长157米，平均宽度4米。原来为水坑。中华民国成立后形成胡同。原来是二龙路的一部分。因为位于二龙路南北主干道的东侧，1965年北京市整顿地名时由二龙路析出，定名为“二龙路东巷”。1985年至1992年之间为建设京畿道小区而拆除，其南建成京畿道小区。
由于华远街及周边楼房的兴建，皮库胡同在2000年代被华远街截成东、西两段。西段靠北，仍为胡同。东段靠南，经过拓宽改造，成为城市干道。